# カエソ・ファビウス・ウィブラヌス
カエソ・ファビウス・ウィブラヌス（ラテン語: Kaeso Fabius Vibulanus、- 紀元前477年）は共和政ローマ初期の政治家・軍人。紀元前484年、紀元前481年と紀元前479年に執政官（コンスル）を務めた。

## 出自
カエソの属するファビウス氏族はローマのパトリキ（貴族）の中でも最も著名で影響力のある氏族の一つである。紀元前5世紀初頭以降、継続的に高位官職者を出してきた。後の資料ではファビウス氏の先祖はヘーラクレースとニュンペーであるとされている。もともとの氏族名はフォウィウス、ファウィウスまたはフォディウスであり、ファビウス氏族によって栽培が始められたソラマメ（ファヴァ）に由来するといわれる。さらに面白い説では、ラテン語で「穴を掘る」という意味の「fovae」に起源をとし、これはファビウス氏族が狼を捕らえるために穴を掘っていたためとされる。但し、T. Wisemanはこの説を「面白いが事実ではないだろう」としている。
カエソの父のプラエノーメン（第一名、個人名）もカエソである。兄弟にはクィントゥス・ファビウス・ウィブラヌス（紀元前485年、紀元前492年の執政官）、マルクス・ファビウス・ウィブラヌス（紀元前483年と紀元前480年の執政官）がいる。紀元前485年から紀元前479年にかけての7年間、二人の執政官の何れかはファビウス兄弟3人の何れかが務めている。

## 経歴
カエソの名前が最初に歴史に登場するのは紀元前485年にクァエストル・パッリキディ（財務官であるが、初期においては訴追権を持っていた）に就任した際である。ティトゥス・リウィウスもハリカルナッソスのディオニュシオスも、カエソが同僚のルキウス・ウァレリウス・ポティトゥスと共に、前年の執政官であり、土地分配法を提案したスプリウス・カッシウス・ウェケッリヌスを王位を狙ったとして告発したとしている。ウェケッリヌスは有罪となり処刑された。この貢献もあって、カエソは紀元前484年の執政官に選ばれている。同僚執政官はルキウス・アエミリウス・マメルクスであった。しかし、この事件は市民の間に不安をもたらし、リウィウスによればウォルスキとアエクイの侵攻を招いた。しかし最近の研究者は、この話自体が事実ではなく、ウェッケリヌスに関するエピソードを豊富にするために古代の年代記録者が創作し、これをリウィウスやディオシュシオスが参照したと考えている。クァエストル・パッリキディを翌年の執政官（カエソ）と翌々年の執政官（ポティトゥス）としているのも不自然である。またリウィウスとディオニュシオスはシケリアのディオドロスが述べるトゥスクルムの包囲戦に関して触れていない。
紀元前481年、カエソは二度目の執政官に就任。同僚執政官はスプリウス・フリウス・メドゥッリヌス・フススであった。カエソはウェイイと戦う軍を率いたが、あまり成果はあげられなかった。裕福な階級で構成されるローマ騎兵は敵を敗走させたが、プレブスから徴兵された歩兵はカエソを嫌っており、追撃命令を拒否した。結果カエソはローマに戻らざるを得なかった。
翌紀元前480年、カエソは兄弟である執政官マルクス、元執政官クィントゥスと共にウェイイとの戦いに参加した。この戦いでクィントゥスは戦死したが、戦いには勝利した。
紀元前479年、カエソは三度目の執政官に就任、同僚執政官はティトゥス・ウェルギニウス・トリコストゥス・ルティルスであった。プレブスの不満は未だ解消していなかったため、カエソは元老院に対して、次の護民官が新しい公有地法を提案してくる前に、周辺部族から獲得した土地を貧しい市民に分配するべきと申し入れた。しかし、元老院はカエソが自身の人気のためにこれを提案したと疑い、これを拒否した。この年にはアエクイがラティウムのローマ同盟都市を攻撃してきた。カエソはこれに対処することとなったが、ローマ軍の出撃を知るとアエクイ軍は撤退し、自身の城壁都市に篭城した。このため戦闘にはいたらなかった。ローマに戻ったカエソは、ウェイイに包囲されていた同僚執政官のルティルスを救出した。その後、カエソはファビウス氏族の人々に対して、今後ウェイイとの戦いはファビウス氏族のみで行うことと宣言した。ファビウス軍はウェイイ周辺を略奪した後、クレメラ川近くに要塞化した野営地を築いた。
紀元前478年、カエソは執政官ルキウス・アエミリウス・マメルクスのレガトゥス（副司令官）となり、ファビウス軍の野営地を包囲したウェイイ軍と戦った。
紀元前477年、カエソは兄弟のマルクスと共に、ファビウス軍を率いてクレメラ川の戦いに参加するが、カエソも含めファビウス氏族は全滅した。残ったのは若年のためローマに残っていたカエソの甥（マルクスの息子）にあたるクィントゥス・ファビウス・ウィブラヌスのみとされる。しかし、この出来事のどこまでが歴史的事実かに関しては、議論がなされている。

## 参考資料

### 古代の記録
- プルタルコス『対比列伝』
- ハリカルナッソスのディオニュシオス『ローマ古代誌』
- シケリアのディオドロス『歴史叢書』
- ティトゥス・リウィウス『ローマ建国史』
- カピトリヌスのファスティ

### 研究書
- Broughton R. "Magistrates of the Roman Republic".. - New York, 1951. - Vol. I. - P. 600.
- Münzer F.  "Fabius 159" // RE. 1909. Bd. VI, 2. - S. 1873-1880.
- Wiseman T.  "Legendary Genealogies in Late-Republican Rome" // G & R. - 1974. - Vol. 21, No. 2 . - P. 153-164.